# Cecil Beck
Arthur Cecil Tyrrell Beck (3 décembre 1876 - 22 mars 1932) est un homme politique du Parti libéral britannique.

## Jeunesse
Il est né à Bloemfontein en Afrique du Sud et est le fils d'Arthur William Beck et d'Annie Tyrrell. Il fait ses études à Haileybury et au Jesus College de Cambridge. En 1922, il épouse Lillian Clare Charteris Rickards. Ils n'ont pas d'enfants.
En 1898, il obtient le titre d'avocat et est appelé au barreau du Lincoln's Inn, mais il n'exerce jamais. Il est juge de paix et Underwriter chez Lloyds.

## Carrière politique
De 1905 à 1906, il est maire de St Ives, dans le Huntingdonshire. Il est candidat libéral pour la circonscription de Wisbech du Cambridgeshire aux élections générales de 1906. C'est déjà un siège libéral et il l'emporte confortablement lors de cette élection.
Il ne fait qu'un mandat en tant que député libéral, les libéraux le remplaçant en tant que candidat aux élections générales de janvier 1910. Il réussit à se présenter au siège conservateur de Chippenham dans le Wiltshire. Le député conservateur de Chippenham depuis 1892 avait rejoint les libéraux en 1904 et avait conservé son siège en tant que libéral en 1906. Il est passé à la Chambre des Lords et Beck s'est vu confier la tâche difficile d'essayer de conserver le siège, mais échoue. Une autre élection générale a lieu en décembre 1910 et Beck tente sa chance avec une autre circonscription, Saffron Walden dans l'Essex. Il s'agit d'un siège libéral traditionnel qui a été perdu de peu au profit des conservateurs lors des élections de janvier 1910. Beck remporte de justesse le siège.
Au parlement, il commence sa carrière gouvernementale en 1912 comme secrétaire parlementaire privé pour Percy Illingworth qui est le secrétaire parlementaire au Trésor. En 1912, il devient président du comité libéral des assurances. Toujours en 1912, il est nommé l'un des commissaires de la Commission royale d'enquête sur les méthodes de nomination dans la fonction publique. Il est nommé Lord du Trésor dans le gouvernement libéral d'Herbert Henry Asquith en février 1915, puis vice-chambellan de la maison lors de la formation du gouvernement de coalition en temps de guerre en mai 1915. Il continue à ce poste jusqu'en juin 1917, quand il est nommé l'un des secrétaires parlementaires et contrôleur des finances au ministère du Service national. Il fait partie de la minorité de députés libéraux qui acceptent de continuer à servir dans le gouvernement de coalition lorsque David Lloyd George devient Premier ministre. Lorsque les élections générales de 1918 ont lieu, en tant que titulaire d'un poste dans le gouvernement de coalition, Beck reçoit le soutien de Lloyd George et n'a aucun adversaire unioniste, ce qui facilite sa réélection.
Le ministère du Service national est aboli en décembre 1919. Beck est fait chevalier dans les honneurs du Nouvel An 1920. En août 1921, Beck quitte la coalition pour rejoindre le Groupe parlementaire indépendant, un nouveau groupe de droite dirigé par Horatio Bottomley. Beck a l'intention de se présenter dans une circonscription londonienne plutôt que de défendre son siège aux élections générales de 1922, mais il ne s'est finalement pas représenté.
Beck est décédé à Londres le 22 mars 1932, à l'âge de 55 ans, et est enterré au cimetière de Brompton, à Londres.